# ソールズベリー駅 (ノースカロライナ州)
ソールズベリー駅（英語：Salisbury Station）はアメリカ合衆国ノースカロライナ州ソールズベリー デポ・ストリート215にある駅。 全米各地を結ぶ旅客鉄道のアムトラックが乗り入れている。

## 概要
スパニッシュ・ミッション様式レンガ造のソールズベリー駅はフランク・P・ミルバーンによって設計され、サザン鉄道の駅として1908年に建設された。当駅は1976年に国家歴史登録財に登録された。

## 利用可能な鉄道路線／列車
アムトラックの停車する列車は下記の通り。
ニューヨークとニューオーリンズ間の夜行長距離列車クレセント号 …1日1往復停車
ニューヨークとシャーロット間の昼行長距離列車カロリニアン号 …1日1往復停車
ローリーとシャーロット間の昼行中距離列車ピードモント号 …1日3往復停車

## バス
当駅から乗車できるバスは以下の通り。
路線バス：ソールズベリー市営バス (City of Salisbury)